# Amblyops longisquamosus
Amblyops longisquamosus är en kräftdjursart som beskrevs av Murano och Mauchline 1999. Amblyops longisquamosus ingår i släktet Amblyops och familjen Mysidae. Inga underarter finns listade i Catalogue of Life.